# Radio Donna
Radio Donna war ein flämischer Hörfunksender der VRT, der vor allem moderne Pop-Hits sendete. Der Sender bestand seit März 1992 und stellte nach 16 Jahren den Sendebetrieb Anfang Januar 2009 ein. Neben dem Radioprogramm veranstaltete der Sender auch häufig erfolgreiche Partys.
In jedem Jahr sendete Donna in der letzten Woche die Top-Hits des Jahres. Mit dieser Sendung erreichte Radio Donna mehr als zwei Millionen Hörer. 
Der Sender startete am 28. März 1992. In weniger als zehn Jahren ist der Sender der populärste in Flandern geworden, verlor diese Position aber nach kurzer Zeit wieder an Radio 2. Seit dem Start der kommerziellen Radiostationen im Jahr 2002 musste Radio Donna auch Marktanteile an diese abgeben (vorwiegend an Q-music). 
Der Moderator David van Ooteghem steht im Guinness-Buch der Rekorde als erster Moderator mit einer Radiosendung unter Wasser bei einer Wassertemperatur von −25 °C.
Am 2. Januar 2009 stellte der Sender den Sendebetrieb ein. Auf den Frequenzen des Senders wird nun Radio MNM gesendet.

## Frequenzen
- West-Vlaanderen (West-Flandern): 101,5 MHz
- Oost-Vlaanderen (Ost-Flandern): 101,5 MHz
- Limburg: 102,0 MHz
- Antwerpen: 89,0 MHz
- Vlaams Brabant (Flämisches Brabant): 97,0 MHz
- Leuven (Löwen): 94,8 MHz
- Brussel (Brüssel): 88,3 MHz
- Noord-Oost Limburg (Nord-Ost-Limburg): 93,0 MHz